# Biwa hōshi

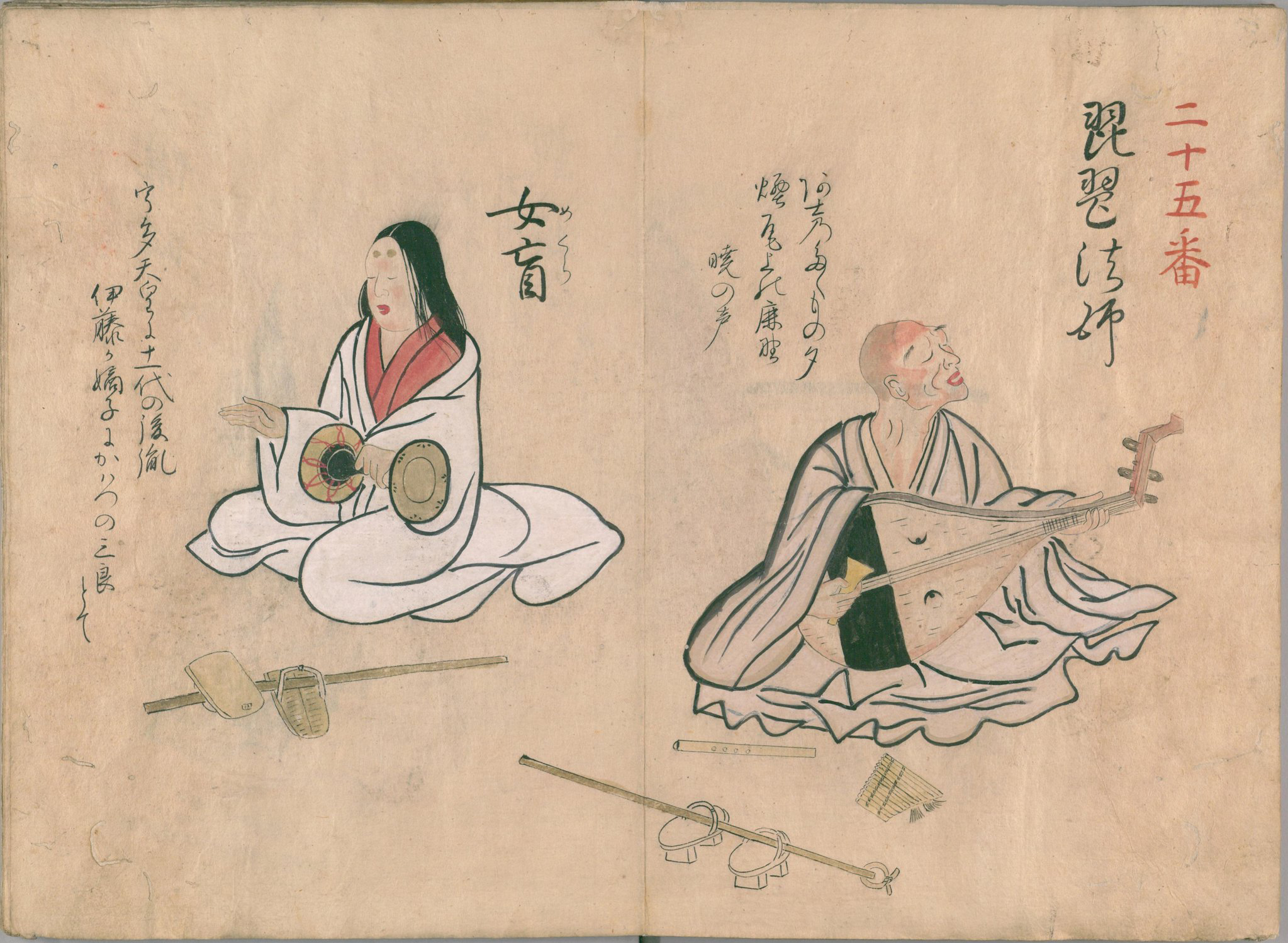
Biwa hōshi (1501)

Biwa hōshi (jap. 琵琶法師) waren wandernde Künstler in Japan vor der Meiji-Zeit, die – auf einer Biwa spielend – Erzählungen, häufig militärische Epen, rezitierten.
Sie waren blind oder sehbeeinträchtigt, gehörten zur niedersten sozialen Klasse, wie Priester gekleidet, aber wahrscheinlich nur in seltenen Fällen tatsächlich Priester oder mit einem Tempel verbunden. Der Begriff hōshi besitzt einen abwertenden Charakter. Dennoch variierte der Bereich von gesellschaftlicher Anerkennung der biwa hōshi stark. So waren einige nur wenig mehr als Bettler, andere dagegen auch in aristokratischen Kreisen hochgeschätzte Musiker. Während der Kamakura-Arä fest etabliert, wurden sie in den Nambokuchō- und Muromachi-Perioden von den monogatari sō verdrängt. Dass Blindheit zum Erlernen eines Musikinstruments führte, war in Japan ein verbreitetes Phänomen. Als Vertreter der verschiedenen umherziehenden „preacher-entertainers“ waren sie Teil des Bildes der religiösen Landschaft des mittelalterlichen Japans. So gab es weiterhin unter anderem: etoki hōshi (Bildererklärer), Kumano bikuni (Nonnen von Kumano), kanjin hijiri (spendensammelnde Priester), Kōya hijiri (Priester vom Berg Kōya), shōmonji (Sänger) oder miko (weibliche Mediums bzw. Schamanen).
Die biwa hōshi stehen in Verbindung mit den Heike-Zyklen, welche von den „quasi-priests“ in syllabischen Gesängen bis hin zu hoch melismatischen erweiterten Melodien vorgetragen wurden – ursprünglich um die Seelen der Gefallenen zu besänftigen. In diesem Kontext ist anzunehmen, dass ihnen schamanistische Fähigkeiten zugeschrieben wurden. Weitere Stücke waren beispielsweise Hogen monogatari, Heiji monogatari und Shokyu kassen ki. Eine maßgebliche Wirkung besteht damit in der Verbreitung und Popularisierung verschiedener Geschichten in eine volkstümliche Tradition, die zum Teil Elemente ihres speziellen Gesangs aufnahm.
Trotzdem sich im Laufe der Zeit das künstlerische Interesse der Gesellschaft in Richtung nō und kabuki entwickelte, konnten die biwa hōshi eine gewisse Bedeutung beibehalten. Der rasche Niedergang setzte aufgrund der Schwächung von Sozial- und Sicherheitsstrukturen (wie der Gilde Tōdō, welche vorher noch vom Shōgun unterstützt worden war) infolge der Machtwechsels vom Shōgun auf den Meiji-Kaiser ein.